# Етрел ет ла Монблез
Етрел ет ла Монблез (фр. Etrelles-et-la-Montbleuse) насеље је и општина у источној Француској у региону Франш-Конте, у департману Горња Саона која припада префектури Везул.
По подацима из 2011. године у општини је живело 88 становника, а густина насељености је износила 14,06 становника/km². Општина се простире на површини од 6,26 km². Налази се на средњој надморској висини од 252 метара (максималној 282 m, а минималној 233 m).

## Демографија
| 1962. | 1968. | 1975. | 1982. | 1990. | 1999. | 2011. |
| ----- | ----- | ----- | ----- | ----- | ----- | ----- |
| 68    | 76    | 70    | 69    | 69    | 52    | 88    |

График промене броја становника у току последњих година